# Lotta libera ai Giochi della XVII Olimpiade - Pesi leggeri
La competizione della categoria pesi leggeri (fino a 67 kg) di lotta libera dei Giochi della XVII Olimpiade si è svolta dal 1º al 6 settembre 1960 alla Basilica di Massenzio a Roma.

## Formato
Ad ogni incontro venivano assegnate le seguenti penalità:
- 0 = Al vincitore per schienata
- 1 = Al vincitore ai punti
- 2 = In caso di pareggio
- 3 = Allo sconfitto ai punti
- 4 = Allo sconfitto per schienata

Con sei penalità o più il lottatore veniva eliminato.

## Risultati
| Legenda                                  | Legenda |
| ---------------------------------------- | ------- |
| Lottatore con 6 penalità o più Eliminato |         |

### 1º Turno
Si è disputato il 1º settembre.
| Vincitore           | Pen. | Risultato | Sconfitto           | Pen. |
| ------------------- | ---- | --------- | ------------------- | ---- |
| Tony Ries Jr.       | 1    | Ai Punti  | Mario Tovar         | 3    |
| Bong Ug-Won         | 1    | Ai Punti  | Rafael Duran        | 3    |
| Ray Lougheed        | 1    | Ai Punti  | Roger Bielle        | 3    |
| Nazem Amin          | 1    | Ai Punti  | Kenny Stephenson    | 3    |
| Moustafa Tajiki     | 0    | Schienata | Muhammad Ashraf-Din | 4    |
| Hayrullah Şahinkaya | 0    | Schienata | Nick Stamulus       | 4    |
| Garibaldo Nizzola   | 0    | Schienata | Amir Jan Khalunder  | 4    |
| Enyu Valchev        | 1    | Schienata | Horst Bergmann      | 3    |
| Vladimir Sinjavskij | 1    | Ai Punti  | Jan Kuczyński       | 3    |
| Kazuo Abe           | 1    | Ai Punti  | Gyula Tóth          | 3    |
| Shelby Wilson       | 1    | Ai Punti  | Parkash Gian        | 3    |
| Martti Peltoniemi   | 1    | Ai Punti  | José Yañez          | 3    |

### 2º Turno
Si è disputato il 2 settembre.
| Vincitore           | Pen. | Risultato | Sconfitto           | Pen. |
| ------------------- | ---- | --------- | ------------------- | ---- |
| Mario Tovar         | 3    | Schienata | Rafael Duran        | 7    |
| Bong Ug-Won         | 2    | Ai Punti  | Tony Ries Jr.       | 4    |
| Ray Lougheed        | 2    | Ai Punti  | Kenny Stephenson    | 6    |
| Roger Bielle        | 3    | Schienata | Nazem Amin          | 5    |
| Muhammad Ashraf-Din | 5    | Ai Punti  | Nick Stamulus       | 7    |
| Moustafa Tajiki     | 1    | Ai Punti  | Hayrullah Şahinkaya | 3    |
| Enyu Valchev        | 1    | Schienata | Amir Jan Khalunder  | 8    |
| Garibaldo Nizzola   | 1    | Ai Punti  | Horst Bergmann      | 6    |
| Vladimir Sinjavskij | 1    | Schienata | Gyula Tóth          | 7    |
| Kazuo Abe           | 1    | Schienata | Jan Kuczyński       | 7    |
| Shelby Wilson       | 2    | Ai Punti  | Martti Peltoniemi   | 4    |
| Parkash Gian        | 4    | Ai Punti  | José Yañez          | 6    |

### 3º Turno
Si è disputato il 3 settembre.
| Vincitore           | Pen. | Risultato  | Sconfitto           | Pen. |
| ------------------- | ---- | ---------- | ------------------- | ---- |
| Bong Ug-Won         | 3    | Ai Punti   | Mario Tovar         | 6    |
| Tony Ries Jr.       | 5    | Ai Punti   | Ray Lougheed        | 5    |
| Muhammad Ashraf-Din | 6    | Ai Punti   | Roger Bielle        | 6    |
| Moustafa Tajiki     | 1    | Schienata  | Nazem Amin          | 9    |
| Garibaldo Nizzola   | 3    | = Parità = | Hayrullah Şahinkaya | 5    |
| Vladimir Sinjavskij | 2    | Ai Punti   | Enyu Valchev        | 4    |
| Shelby Wilson       | 3    | Ai Punti   | Kazuo Abe           | 4    |
| Martti Peltoniemi   | 5    | Ai Punti   | Parkash Gian        | 7    |

### 4º Turno
Si è disputato il 5 settembre.
| Vincitore         | Pen. | Risultato | Sconfitto           | Pen. |
| ----------------- | ---- | --------- | ------------------- | ---- |
| Moustafa Tajiki   | 1    | Schienata | Tony Ries Jr.       | 9    |
| Bong Ug-Won       | 4    | Ai Punti  | Ray Lougheed        | 8    |
| Enyu Valchev      | 5    | Ai Punti  | Hayrullah Şahinkaya | 8    |
| Garibaldo Nizzola | 3    | Schienata | Kazuo Abe           | 8    |
| Shelby Wilson     | 4    | Ai Punti  | Vladimir Sinjavskij | 5    |
| Martti Peltoniemi | 5    | Esentato  |                     |      |

### 5º Turno
Si è disputato il 6 settembre.
| Vincitore           | Pen. | Risultato | Sconfitto         | Pen. |
| ------------------- | ---- | --------- | ----------------- | ---- |
| Bong Ug-Won         | 5    | Ai Punti  | Martti Peltoniemi | 8    |
| Enyu Valchev        | 5    | Schienata | Moustafa Tajiki   | 5    |
| Vladimir Sinjavskij | 5    | Schienata | Garibaldo Nizzola | 7    |
| Shelby Wilson       | 4    | Esentato  |                   |      |

### 6º Turno
Si è disputato il 6 settembre.
| Vincitore           | Pen. | Risultato | Sconfitto       | Pen. |
| ------------------- | ---- | --------- | --------------- | ---- |
| Shelby Wilson       | 5    | Ai Punti  | Moustafa Tajiki | 8    |
| Enyu Valchev        | 6    | Ai Punti  | Bong Ug-Won     | 9    |
| Vladimir Sinjavskij | 5    | Esentato  |                 |      |

## Classifica finale
| Pos.    | Atleta              | Nazione          |
| ------- | ------------------- | ---------------- |
| Oro     | Shelby Wilson       | Stati Uniti      |
| Argento | Vladimir Sinjavskij | Unione Sovietica |
| Bronzo  | Enyu Valchev        | Bulgaria         |
| 4       | Bong Ug-Won         | Corea del Sud    |
| 4       | Moustafa Tajiki     | Iran             |
| 6       | Garibaldo Nizzola   | Italia           |
| 7       | Martti Peltoniemi   | Finlandia        |
| 8       | Hayrullah Şahinkaya | Turchia          |
| 8       | Kazuo Abe           | Giappone         |
| 8       | Ray Lougheed        | Canada           |
| 11      | Tony Ries Jr.       | Sudafrica        |
| 12      | Muhammad Ashraf-Din | Pakistan         |
| 12      | Roger Bielle        | Francia          |
| 12      | Mario Tovar         | Messico          |
| 15      | Parkash Gian        | India            |
| 16      | Nazem Amin          | Libano           |
| 17      | Kenny Stephenson    | Gran Bretagna    |
| 17      | Horst Bergmann      | Germania         |
| 17      | José Yañez          | Cuba             |
| 20      | Rafael Duran        | Venezuela        |
| 20      | Nick Stamulus       | Australia        |
| 20      | Gyula Tóth          | Ungheria         |
| 20      | Jan Kuczyński       | Polonia          |
| 24      | Amir Jan Khalunder  | Afghanistan      |